# هنگچون
هنگچون (به لاتین: Hengchun) شهری مسکونی در تایوان است که در پینگتانگ واقع شده‌است. هنگچون ۱۳۶٫۷۶۳۰ کیلومتر مربع مساحت و ۳۰٬۸۵۹ نفر جمعیت دارد.
این منطقه جنوبی‌ترین شهرستان در تایوان است.